# Verónica Delgadillo García
Verónica Delgadillo García (Guadalajara, Jalisco; 13 de noviembre de 1982) es una Política mexicana, fue senadora en representación de su estado de septiembre de 2018 a noviembre de 2023.  Actualmente es Presidenta Municipal de Guadalajara por Movimiento Ciudadano.
Tras la jornada electoral del 2 de junio de 2024, Verónica Delgadillo resultó vencedora en la contienda por la alcaldía de Guadalajara, convirtiéndose así en la primera presidenta electa en la historia de este municipio. El 10 de junio de dicho mes recibió del Instituto Electoral y de Participación Ciudadana de Jalisco la constancia de mayoría, acreditándola como la ganadora de la elección.
Antes de ser senadora, Verónica Delgadillo, fue diputada local en 2012 y diputada federal en 2015.

## Vida personal
Nació el 13 de noviembre de 1982 en Guadalajara, hija de Rosario García, emprendedora y Guadalupe Delgadillo, expresidente de la Asociación de Arqueros de Jalisco.
Estudió una licenciatura en Ciencias de la Comunicación por el Instituto Tecnológico de Estudios Superiores de Monterrey (ITESM), Campus Guadalajara en donde fue vicepresidenta de la Sociedad de Alumnos de la Carrera de Ciencias de la Comunicación, Presidenta de la Federación de Estudiantes del Tec de Monterrey y miembro del consejo de honor en cuatro ocasiones. En 2005 se graduó con el Reconocimiento al Alumno Integral de la Carrera de Ciencias de la Comunicación y en ese mismo año obtuvo el título en Educación Preescolar Ceneval por la Secretaría de Educación Pública.

## Trayectoria política
Su carrera comenzó en el 2003 cuando formó la Asociación Civil México Joven, a favor de la construcción de un proyecto de nación para México, un año después fue Senadora Juvenil Universitaria por el Estado de Jalisco con la propuesta al Senado “Ética Política”, años después fue consejera editorial de Mural en la sección "Comunidad". 
En enero de 2011 conformó la agrupación Nueva Política, oficialmente constituida ante el Instituto Electoral y de Participación Ciudadana del Estado de Jalisco, finalmente en 2012 se estableció como Coordinadora de Mujeres en Movimiento Jalisco por el partido Movimiento Ciudadano. Posteriormente, fue Subcoordinadora de la primera Circunscripción de Mujeres en Movimiento y delegada honorífica del partido.

## Diputada local
Durante la LX Legislatura (2012-2015) del Congreso de Jalisco, fue diputada local por Primera Minoría del Distrito 11 con el partido Movimiento Ciudadano, en esta legislatura fue Presidenta de la Comisión de Participación Ciudadana y Acceso a la información del 2012 al 2015, así como vocal de las comisiones de Asuntos Metropolitanos, Asuntos Indígenas; Cultura; y Vigilancia. Vocal también del Comité de Peticiones y Atención Ciudadana.

### Iniciativas importantes
- Ley de Participación Ciudadana en el Estado de Jalisco.[11]
- Iniciativa para el Día Estatal Sin Automóvil.[12]

## Diputada federal
En 2015 llegó a la Cámara de Diputados como diputada federal por el distrito 8 por Movimiento Ciudadano  en la LXIII Legislatura donde fue Secretaria de la Mesa Directiva de la Cámara de Diputados. En dicha legislatura, presentó iniciativas para combatir la violencia de género, la corrupción y el derroche de recursos públicos e impulsó temas como la transparencia y rendición de cuentas.

### Copa menstrual y Cofepris
En febrero de 2016, la Comisión Federal para la Protección de Riesgos Sanitarios (Cofepris) emitió una alerta sanitaria para recomendar no adquirir las copas menstruales (alternativa para sustituir las toallas sanitarias y los tampones) al no contar con un registro de su entrada por el país. Como Diputada, Verónica Delgadillo, señaló que la alerta de Cofepris sólo causaba la estigmatización de los productos alternativos que sin embargo contaban con certificaciones en sus países de origen. Además de proponer que Cofepris promoviera una campaña para el registro de estos productos, informando sus beneficios, indicó que éstas eran una alternativa más económica y compatible con el ambiente y con mejores beneficios para la salud de las mujeres.

### Iniciativas importantes
- No Más Peleas de Perros.[15]
- Expresidentes Sin Pensión.[16]
- Día Mundial Sin Auto.[17]

## Senadora
El 17 de diciembre se registró junto a Clemente Castañeda como candidata al Senado de la Républica e inició campaña junto con su compañero de fórmula el 30 de marzo de 2018 en el municipio de Cuautitlán de García Barragán.
El 1 de julio ganó las elecciones junto a su compañero de fórmula con al obtener en alianza con el PAN 1 150 974 votos.